# Халија
Халија (грч. Ἁλίη, Ἁλία) је у грчкој митологији била нимфа.

## Митологија
Била је Таласина кћерка, Халијада са острва Родос, коју је волео Посејдон. Родила му је шест синова, који су описани као демони и који нису дозволили Афродити да се искрца на њихово острво када је пловила морем након свог рођења. Зато их је богиња казнила лудилом и они су, помућеног ума, силовали своју мајку. Она се од срамоте бацила у дубоко море и према причама становника Родоса, постала је божанство познато као Леукотеја. Посејдон је казнио своје синове, тако што их је затворио у подводне кавезе крај њиховог острва. Халија је била поистовећена са Кафиром, дадиљом бога Посејдона, али и са Хималијом, коју је завео Зевс када је дошао на Родос да казни гиганте који су насељавали то острво или вероватније Телхине. Коначно, поистовећивана је и са Полифом, јер је са Посејдоном имала и кћерку Роду (те је имала епитет родоска Атена). Хомер у „Илијади“ и Аполодор је наводе као Нереиду и њено име означава једну од одлика мора. Према неким изворима, постојале су две Халије, од којих је једна била сестра Телхина, а друга Нереида.